# Morti nel 1394
| Questa pagina contiene informazioni ricavate automaticamente dalle voci biografiche con l'ausilio del template Bio e di un bot. L'aggiornamento è periodico e automatico e ricostruisce completamente la pagina. Se manca una persona in questa lista, sei pregato di non aggiungerla, ma accertati piuttosto che la sua voce biografica contenga il template Bio e che i dati anagrafici siano correttamente compilati. Se il template Bio manca, inseriscilo tu stesso o, in alternativa, metti l'avviso {{tmp\|Bio}} che ne segnala la mancanza. Se i dati riportati sono sbagliati, correggi direttamente la voce biografica; le modifiche saranno visibili in questa lista entro pochi giorni. Per chiarimenti vedi il progetto biografie. La lista contiene solo le 25 persone che sono citate nell'enciclopedia e per le quali è stato implementato correttamente il template Bio. Pagina aggiornata al 18 ago 2025. |

- 6 febbraio - Francesco Moricotti, cardinale e arcivescovo cattolico italiano
- 14 marzo - Giovanni Acuto, condottiero inglese
- 24 marzo - Costanza di Castiglia, principessa spagnola (n. 1354)
- 23 aprile - Hugh Calveley, cavaliere medievale e politico britannico
- 4 giugno - Maria di Bohun, contessa inglese
- 7 giugno - Anna di Boemia, nobile cecoslovacca (n. 1366)
- 12 giugno - Guy di Prangins, vescovo cattolico svizzero
- 20 giugno - Prendiparte Pico di Paolo, condottiero e politico italiano
- 25 giugno - Dorotea di Montau, mistica tedesca (n. 1347)
- 4 luglio - Guillaume Noellet, cardinale francese (n. 1340)
- 8 agosto - Marino Vulcano, cardinale italiano
- 27 agosto - Chōkei, imperatore giapponese (n. 1343)
- 7 settembre - Adolfo III di Mark, vescovo cattolico tedesco
- 16 settembre - Clemente VII, cardinale e vescovo cattolico svizzero (n. 1342)
- 18 settembre - Marco Carelli, mercante, banchiere e filantropo italiano
- 25 settembre - Neri I Acciaiuoli, duca italiano
- 12 ottobre - Giovanni Sobieslaw di Moravia, patriarca cattolico ceco (n. 1352)
- 28 dicembre - Maria Angelina Ducena Paleologa, nobile serba (n. 1349)
- Abu l-Abbas Ahmad II, califfo
- Ottone I di Brunswick-Göttingen, nobile tedesco
- Luigi Marsili, teologo italiano (n. 1342)
- Sante da Urbino, religioso italiano (n. 1343)
- Sudimantas di Eišiškės, nobile lituano
- Verde della Scala, nobile italiana
- Wigand di Marburgo, storico tedesco (n. 1311)